# Albin Stenroos
Albin Stenroos (* 24. Februar 1889 in Vehmaa, Finnland; † 30. April 1971 in Helsinki, eigentlich Oskar Albinus Stenroos) war ein finnischer Langstreckenläufer und Olympiasieger im Marathon.
Albin Stenroos wurde bei seinem ersten Marathon 1909 Dritter der nationalen Meisterschaften, stieg dann aber auf kürzere Distanzen um.
Bei den Olympischen Spielen 1912 in Stockholm gewann Stenroos mit persönlicher Bestzeit die Bronzemedaille im 10.000-Meter-Lauf, den sein Landsmann Hannes Kolehmainen gewann und wurde Sechster im Crosslaufwettbewerb und verhalf somit seiner Mannschaft zum zweiten Platz in der Crossmannschaftswertung.
1915 stellte Stenroos seinen ersten Weltrekord über 30 km (1:48:06,2 h) auf, den er im Jahr 1924 verbesserte (1:46:11,6 h). Er hielt ab 1923 auch den Rekord über 20 km (1:07:11,2 h).
Obwohl er seit 15 Jahren keinen Marathon gelaufen war, entschied sich Stenroos, bei den Olympischen Spielen 1924 in Paris zu starten, und wurde in 2:41:22 h mit fast sechs Minuten Vorsprung Olympiasieger.

## Finnische Meisterschaften
- 5000 Meter:
  - 1. Platz: 1912, 1913, 1915, 1916
  - 2. Platz: 1910
  - 3. Platz: 1917

- 10.000 Meter:
  - 1. Platz: 1910, 1912, 1913, 1915, 1916
  - 2. Platz: 1917
  - 3. Platz: 1918

- Marathon:
  - 3. Platz: 1909

- Crosslauf:
  - 1. Platz: 1915, 1916, 1917